# Cinema de Animação

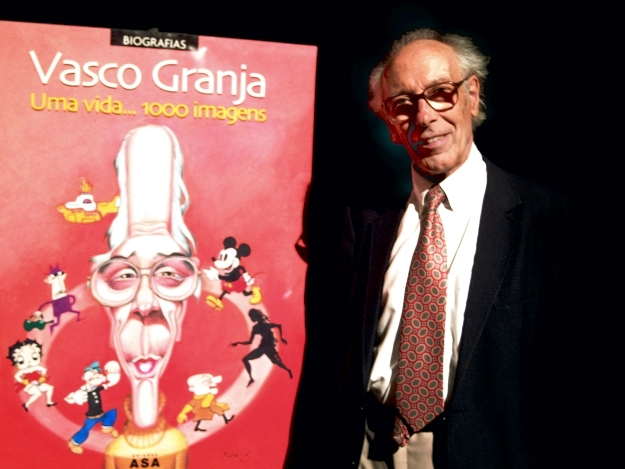
Vasco Granja foi o apresentador e o divulgador do programa

Cinema de Animação foi um espaço infantil de curtas-metragens de animação. O programa era apresentado pelo Vasco Granja, tendo estado no ar entre 1974 e 1990, com mais de 1000 episódios emitidos.

## Historial
A divulgação do Cinema de Animação em Portugal tem um nome: Vasco Granja. 
Vasco Granja teve um trajecto de vida que se desenrolou entre as letras e as artes da imagem. Divulgador de Cinema, Cinema de animação e Banda desenhada, assistente de imagem, cinéfilo, bedéfilo, cineclubista, foi também responsável por rubricas especializadas na imprensa regional e nacional. Exerceu funções no sector editorial nas editoras Arcádia e Bertrand, assim como no corpo redatorial da edição portuguesa da revista Tintin. Teve intervenção enquanto divulgador cultural nas décadas 50 a 90 na organização  de sessões de cinema, exposições e debates por todo o país. “Embaixador” de Portugal nos Festivais internacionais de Cinema de animação e Banda desenhada nas décadas de 70 a 90, foi representante e júri nestes certames, levando consigo criadores e mostrando o que de melhor se fazia em Portugal. Criador  do primeiro curso de Cinema de animação que viria a estar na origem da Associação Portuguesa de Cinema de Animação, leccionou a disciplina de Cinema de animação na Escola Profissional de Imagem. Homem de causas cívicas, resistente antifascista e militante do PCP foi detido duas vezes pela PIDE, em 1954 e em 1963, sendo condenado  no então designado “Processo dos Cineclubes” e cumprido  pena de prisão num total de dois anos na Cadeia do Aljube, Prisão de Caxias e Prisão de Peniche.
Depois do 25 de abril de 1974, ainda nesse mesmo ano, Vasco Granja foi convidado pela RTP a apresentar um programa de cinema de animação. Vasco Granja seleccionou, comentou e apresentou filmografia de todo o mundo, nomeadamente das escolas norte americana, canadiana, Europa de leste e soviética. Deu a conhecer o cinema de entretenimento a par do cinema experimental, regendo-se por critérios de qualidade, originalidade e criatividade. Um dos objectivos que o norteou foi divulgar todo o cinema de animação de qualidade não só junto das gerações mais novas mas também junto de um público adulto e apreciador. Para além destes objectivos de carácter informativo e formativo pretendeu igualmente transmitir uma mensagem de paz e solidariedade que considerava estar presente nos filmes que apresentava.

## Programas apresentados no espaço
- Betty Boop
- Gustavo
- Looney Tunes (também na "Lotação Esgotada")
- Mickey Mouse (também no Disney Channel)
- Mister Magoo
- O Lápis Mágico
- Professor Balthazar
- Animais esquisitos
- Woody Woodepecker
- Pantera Cor de Rosa
- Popeye, o Marinheiro
- Droopy
- Tom & Jerry

## Curiosidades
O programa mudou várias vezes de nome ao longo dos anos. Chamou-se "Cinema de Animação", “Os Mestres da Animação”, "Animação", "Filmes para todos" e por último "Imagens e Imagens".
- O ano de 1974 (ano de estreia do programa) foi uma emissão emblemática com a exibição de dois filmes, um de carácter experimental e outro de carácter mais comercial/entretenimento. A profunda admiração que Vasco Granja nutria pelo realizador Norman McLaren fê-lo escolher para a primeira emissão da rubrica o filme Neighbours, uma autêntica sátira pacifista e na opinião de Vasco Granja a obra-prima do realizador a par de um filme da Pantera Cor de Rosa de um dos seus criadores de eleição, Friz Freleng. O binómio entretenimento e filme experimental estava lançado e virá a impor-se como a matriz da programação seleccionada por Vasco Granja ao longo de todo o programa que contará com 1040 emissões ininterruptas de 1974 a 1990.